# Primula stenodonta
Primula stenodonta är en viveväxtart som beskrevs av Isaac Bayley Balfour, William Wright Smith och H.R. Fletcher. Primula stenodonta ingår i släktet vivor, och familjen viveväxter. Inga underarter finns listade i Catalogue of Life.